# Biliești, Vrancea
Biliești este o comună în județul Vrancea, Moldova, România, formată numai din satul de reședință cu același nume.

## Numele comunei
Numele actual al comunei apare în lucrarea unui preot, care a modificat denumirea din Ghilești în Biliești, denumire care s-a menținut până în secolul al
XIX-lea. 
Toponomia comunei Ghilești provine de la numele familiei Ghilea, familie care ar fi înființat comuna. Verbul ghili sau bili provine din ucraineană biliti și înseamnă a înălbi o pânză.

## Așezare
Comuna se află în estul județului, la limita cu județul Galați, pe malul drept al Siretului și pe cel stâng al Putnei. Este străbătută de șoseaua județeană DJ204D, care o leagă spre vest de Focșani (unde se intersectează cu DN2) și spre sud-est de Suraia și Vulturu (unde se termină în DN23).

## Demografie
Componența etnică a comunei Biliești
     Români (91,98%)
     Alte etnii (8,02%)
Componența confesională a comunei Biliești
     Ortodocși (88,64%)
     Penticostali (1,96%)
     Alte religii (1,84%)
     Necunoscută (7,56%)
Conform recensământului efectuat în 2021, populația comunei Biliești se ridică la 2.395 de locuitori, în creștere față de recensământul anterior din 2011, când fuseseră înregistrați 1.833 de locuitori. Majoritatea locuitorilor sunt români (91,98%). Din punct de vedere confesional, majoritatea locuitorilor sunt ortodocși (88,64%), cu o minoritate de penticostali (1,96%), iar pentru 7,56% nu se cunoaște apartenența confesională.

## Politică și administrație
Comuna Biliești este administrată de un primar și un consiliu local compus din 11 consilieri. Primarul, Vasile Chirilă[*], de la Partidul Național Liberal, este în funcție din 2012. Începând cu alegerile locale din 2024, consiliul local are următoarea componență pe partide politice:
|  | Partid                    | Consilieri | Componența Consiliului | Componența Consiliului | Componența Consiliului | Componența Consiliului | Componența Consiliului | Componența Consiliului | Componența Consiliului |
|  | ------------------------- | ---------- | ---------------------- | ---------------------- | ---------------------- | ---------------------- | ---------------------- | ---------------------- | ---------------------- |
|  | Partidul Național Liberal | 7          |                        |                        |                        |                        |                        |                        |                        |
|  | Partidul Social Democrat  | 4          |                        |                        |                        |                        |                        |                        |                        |

## Istorie
În publicațiile Academiei Române, din anul 1986, comuna Ghilești datează documentar din anul 1820. Prima familie stabilită aici, cu numele de Ghilea, era din Odobești. Aceștia se ocupau cu ghilitul cânepii și al inului în bălțile din zonă. 
La sfârșitul secolului al XIX-lea, comuna făcea parte din plasa Biliești a județului Putna și era formată din satele Biliești și Sasu, cu o populație de 1400 de locuitori. În comună funcționau două biserici (una la Biliești și alta la Sasu) și o școală mixtă cu 40 de elevi (dintre care o fată). Anuarul Socec din 1925 o consemnează în aceeași plasă și în aceeași componență, cu o populație de 1350 de locuitori.
În 1950, comuna a trecut în administrația raionului Focșani din regiunea Putna, apoi (după 1952) din regiunea Bârlad și (după 1956) din regiunea Galați. În 1968, ea a fost trecută la județul Vrancea și desființată, iar satul Biliești (care a absorbit atunci și satul Sasu) a fost inclus în comuna Suraia. Comuna Biliești a fost reînființată în 2004, cu un singur sat în componență (care cuprinde și fostul sat Sasu).

## Literatură
- Gherghe Crihană: Prima monografie istorică a comunei Biliești, județul Vrancea, 2010